# Nepal International Challenge 2024
Die Nepal International Challenge 2024 im Badminton fand vom 23. bis zum 26. Dezember 2024 in Kathmandu statt. Es war die zweite Austragung dieser Turnierserie.

## Sieger und Platzierte
| Disziplin    | Gold                           | Silber                                  | Bronze                                                         |
| ------------ | ------------------------------ | --------------------------------------- | -------------------------------------------------------------- |
| Herreneinzel | Meiraba Luwang Maisnam         | B. M. Rahul Bharadwaj                   | Siddhanth Gupta                                                |
| Herreneinzel | Meiraba Luwang Maisnam         | B. M. Rahul Bharadwaj                   | King Kien Hwa                                                  |
| Dameneinzel  | Lalinrat Chaiwan               | Ira Sharma                              | Ishika Jaiswal                                                 |
| Dameneinzel  | Lalinrat Chaiwan               | Ira Sharma                              | Tidapron Kleebyeesun                                           |
| Herrendoppel | Lau Yi Sheng Lee Yi Bo         | Chayanit Joshi Mayank Rana              | Selvam Hemachandran Prejan J.                                  |
| Herrendoppel | Lau Yi Sheng Lee Yi Bo         | Chayanit Joshi Mayank Rana              | Viplav Kuvale Viraj Kuvale                                     |
| Damendoppel  | Kisona Selvaduray Yap Rui Chen | Kodchaporn Chaichana Pannawee Polyiam   | Reeva Evangelin Jerlin Anika Jeyaratchagan                     |
| Damendoppel  | Kisona Selvaduray Yap Rui Chen | Kodchaporn Chaichana Pannawee Polyiam   | Rutaparna Panda Swetaparna Panda                               |
| Mixed        | Lau Yi Sheng Yap Rui Chen      | Nontakorn Thong-On Kodchaporn Chaichana | Prince Dahal Rasila Maharjan                                   |
| Mixed        | Lau Yi Sheng Yap Rui Chen      | Nontakorn Thong-On Kodchaporn Chaichana | Thandrangi Hema Nagendra Babu Shrilalitha Supriya Yellapragada |